# Từ tính
Từ tính (tiếng Anh: magnetic property) là một tính chất của vật liệu hưởng ứng dưới sự tác động của một từ trường. Từ tính có nguồn gốc từ lực từ, lực này luôn đi liền với lực điện nên thường được gọi là lực điện từ. Lực điện từ là một trong bốn lực cơ bản của tự nhiên. Sự liên hệ giữa lực từ, lực điện, và nguồn gốc của chúng được cho bởi hệ phương trình Maxwell. Lực điện từ sinh ra khi các hạt tích điện chuyển động ví như các điện tử chuyển động trong dòng điện, hoặc trên quan điểm lượng tử thì lực điện từ gây ra bởi chuyển động quỹ đạo và spin của điện tử trong nguyên tử (atomic). Từ tính có thể phân ra làm các loại: sắt từ, phản sắt từ, ferri từ, thuận từ, nghịch từ. Thông thường khi ta nói một vật liệu có từ tính, tức là ám chỉ vật liệu có tính sắt từ, phản sắt từ hoặc ferri từ.